# Alberto Pietrini
Alberto Pietrini (Stia, 7 giugno 1966) è un ex cestista italiano.

## Biografia
Sua figlia Elena è una pallavolista.

## Carriera
Cresciuto cestisticamente nelle giovanili della Galli San Giovanni Valdarno, quando nel 1985 passa alla Libertas Livorno (1985-1990). Successivamente ha militato con la Burghy Modena (1990-1993), la Reyer Venezia (1993-1996) e infine con l'Andrea Costa Imola fino al 2001. È il padre di Elena Pietrini.